# Storeria storerioides
Storeria storerioides är en ormart som beskrevs 1866 av Edward Drinker Cope. Arten ingår i släktet Storeria och familjen snokar. Inga underarter finns listade i Catalogue of Life.
Arten förekommer i bergstrakter i norra och centrala Mexiko. Utbredningsområdet sträcker sig från delstaten Chihuahua till regionen kring Mexiko City. S. storerioides vistas i kyliga regioner som ligger 2700 till 3000 meter över havet. Habitatet utgörs av barrskogar med några inblandade tallar samt av buskskogar. Individerna gömmer sig ofta under stenar. Denna orm äter främst snäckor.
För beståndet är inga hot kända. IUCN kategoriserar arten globalt som livskraftig (LC).